# Brie-sous-Chalais

Brie-sous-Chalais este o comună în departamentul Charente, Franța. În 1 ianuarie 2022 avea o populație de 158 de locuitori.